# Королёв, Анатолий Васильевич
Анато́лий Васи́льевич Королёв (24 сентября 1946, Свердловск) — советский и современный русский писатель, прозаик, драматург и сценарист, филолог-исследователь, публицист, эссеист, художник-рисовальщик, мастер коллажа.
Член Союза писателей СССР (1991) и Русского ПЕН-центра (1997).

## Биография
Анатолий Королёв родился в Свердловске (ныне Екатеринбург) 24 сентября 1946 года. Его отец — инженер родом из шахтерской семьи, лаборантка мать из крестьян.  Вскоре семья переезжает в Молотов, где прошло его детство и юность.
Учился на филологическом факультете Пермского университета в 1965–1970 годах (один курс с Ниной Горлановой и Леонидом Юзефовичем). Во время учёбы являлся сотрудником газеты «Пермский университет» (чем запомнился редакторам издания Нине Авериной и Игорю Ивакину); к полувековому юбилею ПГУ в сотрудничестве с Л. В. Сахарным создал на стёклах-диапозитивах шуточную историю вуза "Сотворение университета", которая была показана в Оперном театре Перми..
По окончании университета был призван в армию и служил офицером-дознавателем в дисциплинарном батальоне. Позже в романе «Быть Босхом» (2004), где был отражён его драматический опыт армейской службы, писатель объяснил, почему он проходил службу в таком месте:

Причина — закрытый пермский политический процесс 1971 года, по которому я проходил как свидетель. В мясорубку закрутили для устрашения человек пятьдесят, но посадили только двоих правозащитников. А для того, чтобы я понял, что такое зона с вышками на углах, и не кукарекал, меня — филолога, а не юриста, — и сослали следователем в дисциплинарный батальон Уральского военного округа, на южный Урал, в Тмутаракань, на станцию Бишкиль.

После увольнения из армии А. В. Королёв работал корреспондентом в пермской газете «Молодая гвардия» (1972–1978), был сценаристом документальных фильмов на местном телевидении. Художественный киносценарий Королёва «Каждый охотник желает знать, где сидит фазан» (1976) получил премию Всесоюзного конкурса киносценариев ГОСКИНО СССР.
Первая профессиональная работа — дебютная повесть «Рисунок на вольную тему» — была опубликована в 1978 году в журнале «Урал»; следующая, повесть «Ловушка на ловца» — в уральском сборнике приключений и фантастики «Поиск-80».
В 1980 году переехал в Москву. Окончил Высшие театральные курсы при ГИТИСе в 1981. В 1980-е годы работал параллельно как драматург и прозаик. Радиопьесы «Ночные голоса» (1984), «Транзитный перелёт» (1989), «Невесты револьвера» (1990) были поставлены в Москве, Таллине. Варшаве, Братиславе, Кёльне.
Первой опубликованной книгой А. Королёва стал философский гротеск  «Мотылёк на булавке в шляпной картонке с двойным дном», который вышел в свет в издательстве «Молодая гвардия» под названием «Страж западни» (1984); а четыре года спустя в издательстве «Советский писатель» выходит его вторая книга прозы «Ожог линзы» (1988).  Известности и узнаваемости писателя способствует публикация повести о парке «Гений местности» в журнале «Нева» (1990, № 7).
В своем дневнике писатель Сергей Есин так отобразил свои впечатления от этой повести:

Единственная радость — читал «Гений места» Анатолия Королёва. Здесь опять полюбившийся мне сплав истории, вымысла, правды, факта, умелого письма. Сама по себе прекрасна задумка сделать героем романа парк.

Но уже следующая повесть — «Голова Гоголя» (журнал «Знамя», 1992, № 7) — вызвала бурную полемику, красноречивый разброс в рецензиях.
В 1994 году Королёв публикует роман «Эрон»  (журнальный вариант — журнал «Знамя»,1994, № 7). Роман был отмечен премией журнала «Знамя», выдвинут на премию «Русский Букер» и вызвал бурную полемику в прессе (её итоги подвёл Александр Агеев в статье «Анатолий Королёв: кто спит в лодке?»).
В предисловии книги А. В. Королёв пояснил:

В романе «Эрон» я мечтал показать нашу жизнь, как  грозное единство морали, времени и пространства, как единое космическое тело в состоянии перелета из шкурного эгоизма в освежеванное состояние вселенского бытия… 20 лет я не мог найти издателя для «Эрона», хотя благополучно издал почти все, что написал – на сегодня это уже 20 книг – в том числе и те, что изданы в Италии и Франции. Неужели роман в полном объеме все-таки вышел в свет? Я пишу эти строки, не зная ответа….

В послесловии той же книги д. филос. н., проф. Игорь Кондаков подчеркнул:

За 20 лет,  прошедшие после журнальной публикации, в течение которых роман так и не смог найти своего издателя, роль и значение «Эрона» в нашей литературе разве только ещё больше упрочились, текст не только не устарел, а набрал классической высоты..

В «нулевые» годы выходят в свет романы «Человек-язык» (2000), «Змея в зеркале, на дне корзины с гостинцами, которую несет в руке Красная Шапочка, бегущая через лес по волчьей тропе» (2002), «Быть Босхом» (2004), «Stop, Коса!» (2008), «Хиатус» Путешествие из Софии в Софию (в соавторстве с Георги Борисовым, 2009).В 2013 году вышла книга «Обручение света и тьмы» (о романе «Мастер и Маргарита» и Михаиле Булгакове).
По сценарию А. В. Королёва (в соавторстве) режиссёром Юрием Грымовым снят фильм «Коллекционер» (2001). По его идее снят 16-серийный фильм для канала НТВ «Беглец» (2011).
Анатолий Королёв работал внештатным обозревателем в РИА Новости (2002–2007). С 2005 года — доцент Литературного института им. Горького, где ведёт мастерскую прозы.
В ноябре 2014 в московском Театре на Малой Бронной состоялась премьера его пьесы «Формалин» в постановке художественного руководителя театра, режиссёра Сергея Голомазова.
Пьеса вызвала множество рецензий и откликов (см., напр., ).
В марте 2016 года в московском издательстве «Arsis Books» вышел роман «Дом близнецов», обложка которого вновь была оформлена самим автором (коллаж «Канатоходец», выполненный А. Королёвым в 1968 году).
11 октября 2016 года в Литературном институте имени А. М. Горького состоялись научные чтения, посвящённые 70-летию писателя.
В июле 2016 года Учёный совет Пермского университета присвоил Анатолию Королёву звание Почётного профессора Пермского университета.
С 13 октября по 4 декабря 2016 года в музее современного искусства PERMM проходила выставка «Мои университеты», посвящённая столетию Пермского университета, на которой, среди прочих экспонатов, были представлены рисунки и коллажи Анатолия Королёва.
С начала 2018 года в журнале «Дружба народов» началась публикация нового романа А. Королёва «Хохот», что было проанонсировано в новостном выпуске телеканала «Культура».
В 2019 году в КНР в Хейлундзянсом книжном издательстве детской и юношеской литературы (Харбин) вышло сразу три романа А. Королева в переводе на китайский язык: «Гений местности» (вошла в китайскую серию «Коллекция из 50 русских книг»), «Быть Босхом» и «Человек-язык» (серия «50 лучших русских книг нового времени»).
22 октября 2024 года в Литературном институте имени А. М. Горького прошла конференция, посвященная 30-летию журнальной публикации романа "Эрон" в журнале "Знамя" в 1994 году.

## Восприятие творчества
Произведения А. В. Королёва переведены на словацкий, немецкий, французский, польский, английский, болгарский, итальянский и китайский языки (см., напр.: La testa di Gogol traduzione di Sergio Rapetti (Edizione Tracce. 2001); La tete de Gogol: Traduit du russe par Luba Jurgenson (Calmann-ievy. 2005); Etre Hieronymus Bosch. Traduit du russe par Luba Jurgenson (Calmann-ievy. 2008)).
Романы «Голова Гоголя», «Змея в зеркале» и «Человек-язык» включены в программу изучения современной литературы на филологическом факультете МГУ и других вузов страны.
Творчество А. В. Королёва стало основным объектом нескольких диссертаций:
- Шейко-Маленьких С. И. Поэтика русского постмодернизма в прозе 1990-х годов: Мир как текст. СПб. Российский госуниверситет им. Герцена, 2005 .
- Климутина А. С. Поэтика прозы А. Королёва: текст и реальность. Томск: Томский университет, 2009.
- Пахомова С. Повествовательные стратегии в творчестве А. Королёва, В. Шарова, П. Крусанова. СПб: Российский госуниверситет им. Герцена, 2010.
- Колмакова О. А. Поэтика русской постмодернистской прозы рубежа XX—XXI веков: Дисс. … д-ра филол. наук. Улан-Удэ: Бурятский госуниверситет, 2014.
- Чащинов Е. Н. Роман А. Королёва «Эрон»: поэтика, проблематика, контекст. Пермь: Пермский университет, 2015.

Кроме того, творчество писателя рассмотрено в следующих работах:
- Нефагина Г. Л. Русская проза второй половины 80-х — начала 90-х годов XX века. (Глава «Постмодернизм»). Минск, 1998.
- Дравич А. История Русской литературы XX века (глава о прозе конца века). — Варшава, 2002. (На польском языке).
- Мартьянова И. Киноверсия русского текста: парадокс литературной кинематографичности. (Глава «Кинометафора жизни»). СПб.: Изд. САГА, 2001.
- Мережинская А. Ю. «Конец истории» в постмодернистской прозе (о повести А. Королёва «Голова Гоголя») // Мережинская А. Ю. Художественная парадигма переходной культурной эпохи. Киев, 2001. С. 233–270.
- Катаев В. Б. Игра в осколки. Судьбы русской классики в эпоху постмодернизма. (Глава «Верность и измена постмодернизму»). М.: Изд. Московского университета, 2002.
- Белобровцева И. Новейшая русская литература. Учебник для гимназии. (Глава «Реализм и постреализм»). Таллин: Колибри, 2004;
- Скоропанова И. С. Гиперреальность мира-текста: роман Анатолия Королёва «Змея в зеркале…» // Przegląd Rusycystyczny (Польша). 2005. № 3 (11). С. 25–36.
- Семьян Т. Ф. Визуальный облик прозаического текста. Челябинск: Библиотека Миллера. 2006.
- Григорьева М. А., Семьян Т. Ф. Визуализация в прозе Анатолия Королёва // Вестник Южно-Уральского государственного университета. Серия: Лингвистика. 2012. № 2.
- Климутина А. С. Этика и онтология в романе А. Королёва «Человек-язык» // Русская литература в XX веке. 2006. № 8. С. 161–180.
- Климутина А. С. Роман А. Королёва «Эрон» в аспекте интертекстуальных связей с романами Петрония и Апулея // Сибирский филологический журнал. 2008. № 4. С. 114–119.
- Носов С. Музей обстоятельств. (Глава. «Анатолий Королёв. „Человек-язык“»). СПб.: ЛИМБУС ПРЕСС, 2008.
- Нефагина Г. Штрихи и пунктиры русской литературы XX века. Слупск, Минск: Белпринт, 2008.
- Кондаков И. В. Вместо Пушкина. Этюды о русском постмодернизме. (Глава «„Эрония конца“: Опыт жизнеописания современного писателя Анатолия К.») Москва: МБА. 2011.
- Абашева М. П. Протоэкфрасис в романе Анатолия Королёва «Эрон» // «Учёности плоды»: к 70-летнему юбилею профессора Ю. В. Шатина. Сб. научных трудов. Новосибирск: Изд-во НГПУ, 2014. С. 173–186.
- Абашева М. П., Чащинов Е. Н. Урбанизм Анатолий Королёва (о романе «Эрон») // Вестник Пермского университета. Российская и зарубежная филология. 2014. Вып. 1 (25).
- Абашева М. П., Чащинов Е. Н. Экфрасис в романе А. Королёва «Эрон» // Вестник Пермского университета. Российская и зарубежная филология. 2015. Вып. 4 (32).
- Степанова Н. Пушкинско-лермонтовско-гофманский коллаж Анатолия Королёва «Дама пик». Антимардонг. Сборник научных статей, посвященных 70-летию профессора И. С. Скоропановой. Минск: РИВШ, 2015. С. 307—325.
- Гладилин Н. В. Ростки постгуманизма в романе А. Королева «Эрон». // Успехи современной науки и образования. 2016. № 11(5). С. 114–118.
- Янкус А. Г. Смерть субъекта как смерть читателя в романе А.Королева «Дом близнецов» // Имагология и компаративистика. 2018 № 9. С. 111–124.
- Будько М. С. Образ «универсального гения» в повести Анатолия Королева «Игры гения или жизнь Леонардо» // Русская литература: известные и новые имена / кафедра русской литературы БГУ: редкол.: И. С. Скоропанова. Минск: ИВЦ Минфина, 2019 282 с. С. 75-90.
- Завьялова Е. Е. Принципы двойничества и двойственности в «Доме близнецов» А. В. Королёва  // Имагология и компаративистика. Томск, 2020. № 13. С. 216—227.
- Завьялова Е. Е. Влюблённый бес А. В. Королёва: опыт реконструкции // «Филологический класс» / «Philological class». Екатеринбург, 2020. Т. 25. № 1. С. 95-105.
- Скоропанова И. С. Феномен смеха в романе Анатолия Королева «Хохот» // Сборник научных статей. Белорусский государственный университет, Кафедра русской литературы: редколлегия.: И. С. Скоропанова [и др.]. Минск ИВЦ Минфина 2020. 304 с. С. 185–220.
- Скоропанова И. С. «Утонувшее время» в воспоминаниях Анатолия Королёва // Диалог эпох: сборник научных статей. Минск, 2021.
- Скоропанова И. С. Культурфилософские шифры Анатолия Королева: книга монографических статей. М.: НИЦ «Академика», 2021. 160 с.
- Завьялова Е. Е. Алиментарная образность в романе А. В. Королёва «Хохот» // Studia Alimentaria. Астрахань, 2022. № 1. С. 96–119.
- Завьялова Е. Е. Эвристический потенциал антропологического пространства: проблематика и поэтика в рассказе А.В. Королева «Лесенка в небо» // Известия Волгоградского государственного социально-педагогического университета. Филологические науки. Том 4. № 4. 2023. С. 87–90.

## Отзывы
Сергей Чупринин:

Говоря о своем интересе к „пограничным ситуациям“, а также о собственном „стремлении утяжелить ношу чтения, стремлении транслировать через текст тот ужас, в котором пребывает сердце читателя“, Королев подчеркивает: „После Освенцима, под которым надо понимать глобальный кризис всех гуманистических ценностей, кризис всяких ответов XX века, новый роман уже не может любить читателя“. Поэтому каждое новое произведение писателя превращается в своего рода художественную и этическую провокацию, что и вызывает предельно разноречивые отклики и споры в прессе.

Александр Агеев:

Королёв — редкий, может быть, единственный из современных русских писателей, который наследует не по прямой — то есть не реализму, не модернизму, не XIX и не XX веку, а рационалистической литературе эпохи Просвещения.

Владимир Катаев:

Автор пользуется чисто постмодернистской манерой письма: вольное и ироничное обращение с классикой, эссеистичность, когда не просто пишется произведение, но комментируется сам процесс писания, и др. Но при этом он … настаивает на мысли об огромной ответственности литературы, писателя перед читателями и перед народом. Прибегая к постмодернистским приемам, он настаивает на противоположной постмодернизму идее ответственности литературы. Что мы видим в повести („Голова Гоголя“) Королева — просто отступление от логичной для постмодернизма схемы или родовую связь с той самой классической традицией, от уважения и преклонения перед которой его и всех нас призывают избавиться?

Примечательны отзывы читателей о творчестве писателя. Вот, например, что пишет Мария GINnolmoto о романе «Голова Гоголя»:

Редкий случай не обманутого ожидания… Яркие метафоры, самобытный орнамент слов, пугающая честность, смелые ассоциации, которые при всей своей оригинальности погружают умелого и опытного читателя в мир, ему подсознательно знакомый, — вся эта густая, бедная развлекательным кислородом, но обогащенная бесчисленными аллюзиями среда столь была приятна моему сознанию, что не отдаться безоглядно её вязкости, её густоте и мутной прозрачности было невозможно. И погружаясь все глубже и глубже, расслабившись в ласкающих потоках авторского слова и авторской мысли, я не хотела даже думать о том, что страницы книги не замкнуты в ленту Мёбиуса, а значит, экстазу придет неизбежный конец. Хотя кого я обманываю? В ста пятидесяти страницах повести плотность смысла на букву текста так велика, что при повторном чтении я вряд ли вообще узнаю книгу. Настоящая литература. Браво, Королёв!

## Разное
- Анатолий Королёв поддерживает версию, что автором диплома рогоносца, сыгравшего роковую роль в судьбе Александра Пушкина, был сам… Пушкин, который таким  способом хотел получить, наконец, повод для дуэли с Дантесом[25].
- Наибольшего количества литературных премий за отдельное произведение были удостоены писатели Андрей Волос (5), Марина Вишневецкая (3), Илья Кочергин (3) и Анатолий Королёв (3): за роман «Быть Босхом» он получил премию журнала «Знамя», малую премию Аполлона Григорьева и премию Правительства Москвы[26].
- А. Королёв начинал как художник и рисовальщик, его рисунками и коллажами оформлены книги: «Дракон» (2003), «Genius Locus» (2011), «Обручение света и тьмы» (2013). В журнале «Знамя» пошла выставка работ писателя, приуроченная к публикации романа «Быть Босхом». В издании литературного музея «Писатель рисующий» ему посвящена отдельная главка, проиллюстрированная его же графическими работами[27].
- Рисунки и коллажи писателя из книги «Дракон» (2003) доступны на Викискладе:

| Амур с луком |  |  |  |  |  |
| ------------ |  |  |  |  |  |
|              |  |  |  |  |  |
|              |  |  |  |  |  |

## Избранные произведения

### Книги
- 1984 — Страж западни: Повесть. М.: Молодая гвардия.
- 1988 — Ожог линзы: Повесть «Ожог линзы»; Вечная зелень. Роман; рассказы. М.: Советский писатель.
- 1992 — Блюстители неба: Фантастический роман. Пермь: Пермская книга.
- 1998 — Охота на ясновидца: Роман. М.: Гелеос.
- 1998 — Избранное: Гений местности; Голова Гоголя; Эрон. М.: Терра.
- 2000 — Голова Гоголя: Роман. Дама пик; Носы: коллажи. М.: XXI век-Согласие.
- 2001 — Человек-язык: Роман. М: Текст.
- 2003 — Дракон. М.: Футурум БМ.
- 2004 — Быть Босхом: Роман. М.: Гелеос.
- 2004 — Змея в зеркале, или Инстинкт № 5. М.: Гелеос
- 2006 — Игры гения: Игры гения или жизнь Леонардо; Голова Гоголя; Гений местности; Змея в зеркале. М.: Гелеос.
- 2008 — Stop, Коса!: Роман-амулет. М.: Гелеос.
- 2011 — Гений Места. М.: ArsisBoox.
- 2011 — Хохот, роман. Журнал «Факел». София. (На болгарском языке).
- 2012 — Влюбленный бес. История первого русского плагиата. М: ArsisBooks.
- 2013 — Обручение света и тьмы. О романе «Мастер и Маргарита» и Михаиле Булгакове. М: Изд. Литературного института. Переиздание: М: Изд. Литературного института. Тираж 500 экземпляров. 2021. 223 с.
- 2014 — Эрон. Роман. Пермь: Издательский центр «Титул».
- 2016 — Дом близнецов. Роман. М: ArsisBooks.
- 2018 — Хохот. Роман  М: Arsis Books.
- 2019 — Гений местности. Харбин: Хейлундзянское книжное изд-во.
- 2019 — Быть Босхом. Харбин. Хейлундзянское книжное издательство.
- 2019 — Человек-язык. Харбин. Хейлундзянское книжное издательство.
- 2021 — Ледяной ларец (сказы о пещере и ее царе). Пермь. Издательский центр "Титул".
- 2023 — Хиатус (в соавторстве с Георги Борисовым). София: издательство "Лист".

### Научные публикации
- Пушкин и Фаворский. Иллюстрация как опыт интерпретации художественного текста / Контекст 1989. — М.: Наука. — С. 69–103;
- Орущий сфинкс. Карточные домики в «Пиковой даме» А. С. Пушкина. «Знамя» № 12. 1998.
- Белая Африка. Чеховиана. Звук лопнувшей струны. К 100-летию пьесы «Вишнёвый сад». — М.: Наука. — С. 420–436;
- Обручение света и тьмы. О романе «Мастер и Маргарита» и Михаиле Булгакове. — М: Изд. Литературного института, 2013.

### Фильмография
- Коллекционер (реж. Юрий Грымов, киностудия им. Горького, 2001).
- Беглец (реж. Пётр Амелин, кинокомпания «Константин Про», 2011). 16-серийный фильм по заказу канала НТВ.

## Награды

### Премии
- Премия Госкино СССР за лучший сценарий «Каждый охотник желает знать, где сидит фазан» (1976).
- Премия журнала «Знамя» за роман «Эрон» (1994).
- Международная литературная премия Москва — Пенне за повесть «Голова Гоголя» (2000).
- Премия журнала «Знамя» за роман «Быть Босхом» (2004).
- Премия еженедельника «Литературная Россия» (2005).
- Малая премия Аполлона Григорьева Академии современной российской словесности (2004).
- Премия Правительства Москвы за роман «Быть Босхом» (2006).
- Роман «Быть Босхом» вошел в шорт-лист премии «Большая книга» (2006).
- Премия в сфере культуры и искусства города Перми за сборник «Ледяной ларец» (2022)[28].

### Номинации
Романы Анатолия Королёва «Голова Гоголя», «Эрон», «Человек-язык», «Быть Босхом» «Stop, коса!» номинировались на премии: Русский Букер, Национальный бестселлер, Большая книга.

### Видео
1. Сюжет телеканала «Москва 24» о пьесе А. В. Королёва «Формалин» // YouTube. Канал «Театр на Малой Бронной». 12 декабря 2014.
2. Спектакль «Формалин»: сюжет на телеканале «Культура» // YouTube. Канал «Театр на Малой Бронной». 4 декабря 2014.
3. Литинститут. Научные чтения к 70-летию писателя Анатолия Королёва (Часть 1) // YouTube. Канал «Литературный институт». 13 октября 2016.
4. Литинститут. Научные чтения к 70-летию писателя Анатолия Королёва (Часть 2) // YouTube. Канал «Литературный институт». 13 октября 2016.
5. Литинститут. Научные чтения к 70-летию писателя Анатолия Королёва (Часть 3) // YouTube. Канал «Литературный институт». 13 октября 2016.
6. «Дом близнецов» Анатолия Королёва // YouTube. Библио-Глобус. 17 июня 2016 г.
7. «Сотворение университета» (1966) // YouTube. ПГНИУ. 19 ноября 2017 г.
8. Спектакль Рыбинского драмтеатра "Братья Карамазовы" (инсценировка А. Королева по роману Ф. Достоевского)  // Культура. 19 сентября 2019.